# Torey Hayden
Victoria Lynna Hayden, känd som Torey Hayden, född 1951 i Livingston i Montana, USA, är en amerikansk speciallärare och författare. Hon är specialiserad på barn med selektiv mutism, en talhämning som innebär att man inte kan prata i vissa sociala situationer.
Hayden bor i Wales. Hon har skildrat sitt arbete med psykiskt funktionsnedsatta barn i en rad olika böcker. Hon har även skrivit fyra skönlitterära böcker, varav två finns på svenska – Solrosskogen och Den mekaniska katten.

## Böcker
- 1984 - Burpojken, svensk översättning: Dorothee Sporrong
- 1985 - Solrosskogen, svensk översättning: Dorothee Sporrong
- 1989 - Bara barnet, svensk översättning: Ingela Bergdahl
- 1990 - Rävungen, svensk översättning: Ingela Bergdahl
- 1991 - Andras ungar, svensk översättning: Ingela Bergdahl
- 1993 - Spökflickan, svensk översättning: Ingela Bergdahl
- 1995 - Tigerungen, svensk översättning: Ingela Bergdahl
- 1999 - Den mekaniska katten, svensk översättning: Lena Karlin
- 2002 - Vackra barn, svensk översättning: Lena Karlin
- 2004 - Skymningsbarn, svensk översättning: Ulla Danielsson
- 2020 - Det vilsna barnet, svensk översättning: Lena Kamhed